# Iniciativa Legislativa de Cidadãos

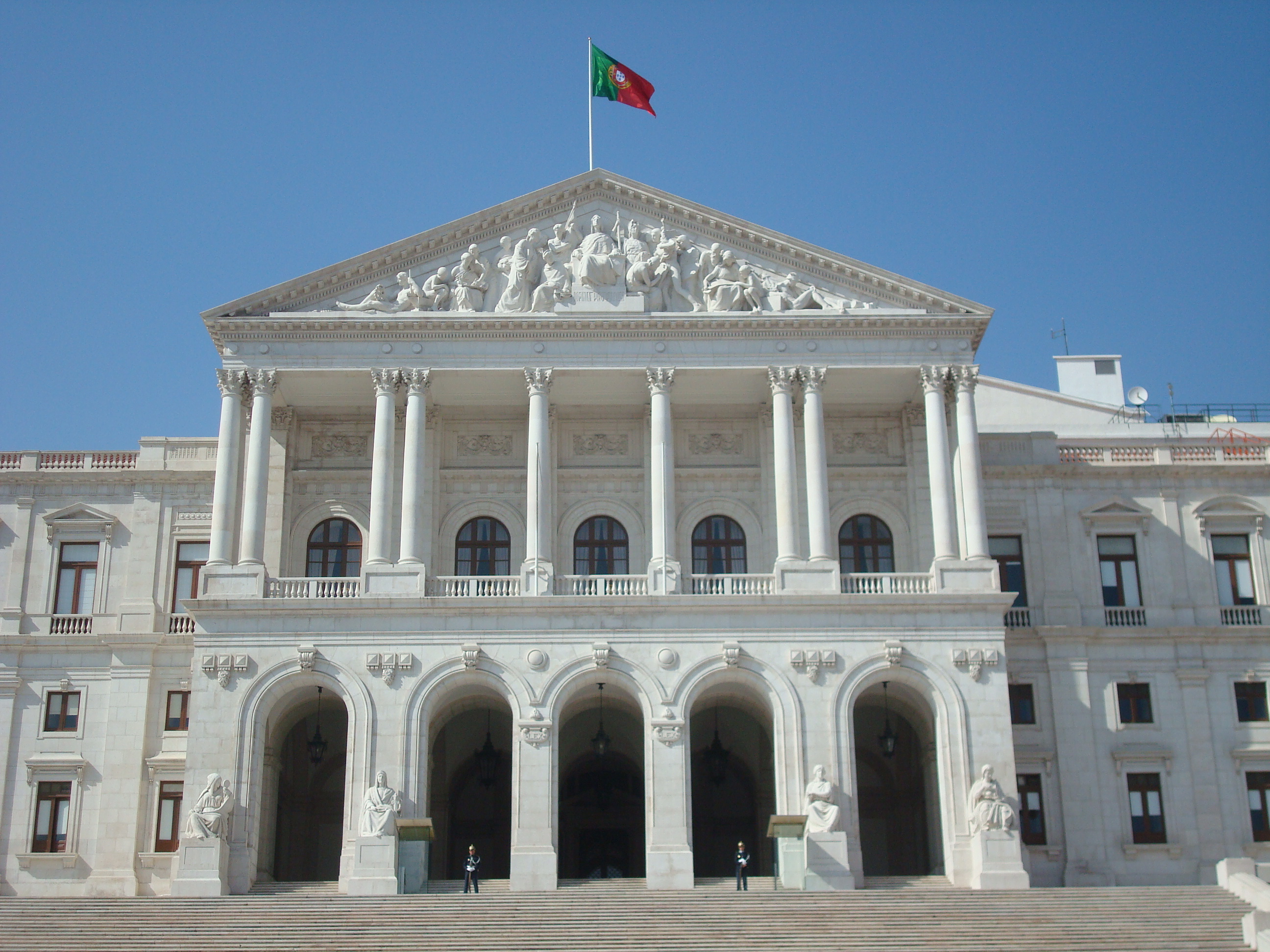
Palácio de São Bento (Lisboa), sede da Assembleia da República

Uma Iniciativa Legislativa de Cidadãos (ILC) é um direito de iniciativa legislativa que, em Portugal, pode ser exercido por um mínimo de 20 000 cidadãos eleitores (No. 1 do artigo 6.º da Lei n.º 17/2003. Requisitos), junto da Assembleia da República (AR), nos termos do artigo 167.º da Constituição da República Portuguesa. A Lei da Iniciativa Legislativa dos Cidadãos, como também é conhecida a Lei 17/2003, de 4 de Junho, regula os termos e condições em que grupos de cidadãos eleitores exercem esse direito de iniciativa legislativa, bem como a sua participação no procedimento legislativo a que derem origem.

## Iniciativa da lei e do referendo
Em Portugal, a iniciativa da lei e do referendo compete não só aos Deputados, grupos parlamentares e ao Governo, mas ainda, nos termos e condições estabelecidos na lei, a grupos de cidadãos eleitores. Nas regiões autónomas, a iniciativa da lei compete às respectivas Assembleias Legislativas (No. 1 do artigo 167.º da Constituição. Iniciativa da lei e do referendo). Ao contrário das propostas de lei do Governo, mas à semelhança do que acontece com os Deputados, grupos parlamentares e Assembleias Legislativas das regiões autónomas, os grupos de cidadãos eleitores não podem apresentar projectos de lei que envolvam, no ano económico em curso, aumento das despesas ou diminuição das receitas do Estado previstas no Orçamento (Nos. 2 e 3 do mesmo artigo). Durante uma sessão legislativa, com a duração de um ano e início a 15 de Setembro (No. 1 do artigo 174.º da Constituição. Sessão legislativa, período de funcionamento e convocação) os projectos de lei que forem rejeitados em definitivo não podem voltar a ser apresentados. Isso só é possível se, entretanto, tiver sido eleita uma nova AR (No. 4 do artigo 167.º). Por outro lado, se os projectos de lei não forem votados na sessão legislativa em que tiverem sido apresentados, seguem os seus trâmites normais na sessão legislativa seguinte. O mesmo já não acontece se tal se verificar na última sessão legislativa (No. 5 do artigo 167.º) das quatro que uma legislatura tem de duração (No. 1 do artigo 171.º). No caso de dissolução da AR, como aconteceu a 7 de Abril de 2011, a Assembleia que for eleita inicia nova legislatura que terá duração de quatro anos mais o tempo necessário para se completar o período correspondente à sessão legislativa em curso à data da eleição (No. 2 do artigo 171.º). Durante a tramitação dos projectos de lei da ILC e desde que não sejam retiradas, as comissões parlamentares podem apresentar textos de substituição, sem prejuízo dos projectos de lei a que se referem (No. 8 do artigo 167.º). A 4 de Junho de 2003, a AR decretou, nos termos da alínea c) do artigo 161.º da Constituição (Competência política e legislativa), a Lei da Iniciativa Legislativa dos Cidadãos.

## Lei da Iniciativa Legislativa dos Cidadãos
Os titulares do direito de iniciativa legislativa são, portanto os cidadãos regularmente inscritos no recenseamento eleitoral em território nacional. Os cidadãos portugueses residentes no estrangeiro e regularmente recenseados, também têm esse direito se a iniciativa tiver por objecto matéria que lhes diga especificamente respeito (Artigo 2.º da Lei 17/2003. Titularidade). A ILC pode ter por objecto todas as matérias incluídas na competência legislativa da AR, excepto: alterações à Constituição; as reservadas pela Constituição ao Governo (Artigo 198.º da Constituição. Competência legislativa); as reservadas pela Constituição às Assembleias Legislativas Regionais dos Açores e da Madeira (Artigo 232.º da Constituição. Competência da Assembleia Legislativa da região autónoma); as da exclusiva competência da AR (Artigo 164.º da Constituição. Reserva absoluta de competência legislativa), com excepção das Bases do sistema de ensino (Alínea i) do artigo 164.º da Constituição); as amnistias e perdões genéricos; as que revistam natureza ou conteúdo orçamental, tributário ou financeiro (Artigo 3.º da Lei 17/2003. Objecto).
Os grupos de cidadãos eleitores não podem apresentar iniciativas legislativas que violem a Constituição ou os princípios nela consignados; não contenham uma definição concreta do sentido das modificações a introduzir na ordem legislativa; envolvam, no ano económico em curso, aumento das despesas ou diminuição das receitas previstas no Orçamento do Estado (Artigo 4.º da Lei 17/2003. Limites da iniciativa). «O exercício do direito de iniciativa é livre e gratuito, não podendo ser dificultada ou impedida, por qualquer entidade pública ou privada, a recolha de assinaturas e os demais actos necessários para a sua efectivação, nem dar lugar ao pagamento de quaisquer impostos ou taxas.» (Artigo 5.º da Lei 17/2003. Garantias).

## Requisitos e tramitação

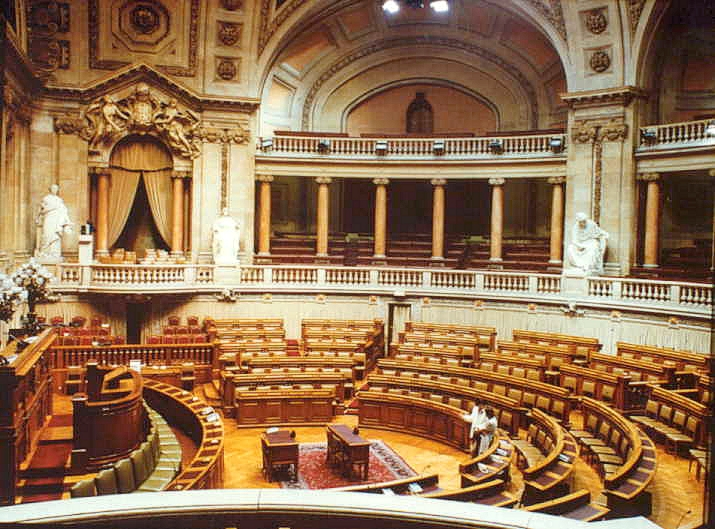
Sala das Sessões da Assembleia da República

O direito de ILC é exercido através da apresentação à AR de projectos de lei subscritos por um mínimo de 20 000 cidadãos eleitores (N.º 1 do artigo 6.º da Lei 17/2003. Requisitos). Esses projectos de lei devem ser apresentados por escrito ao Presidente da AR e conter (N.º 2 do artigo 6.º da Lei 17/2003. Requisitos): uma designação que descreva de forma abreviada o seu objecto principal; uma justificação ou exposição de motivos onde conste a descrição sumária da iniciativa, os diplomas legislativos a alterar ou com ela relacionados, as principais consequências da sua aplicação e os seus fundamentos, em especial as respectivas motivações sociais, económicas, financeiras e políticas; o articulado do projecto de lei; as assinaturas de todos os proponentes, com indicação do nome completo, número de identificação civil e do número de eleitor de cada cidadão subscritor; a identificação dos elementos que compõem a comissão representativa dos cidadãos subscritores, com a indicação de um domicílio para a mesma; e a listagem de quaisquer documentos anexos. A AR pode solicitar aos serviços competentes da Administração Pública a verificação, por amostragem, da autenticidade das assinaturas e da identificação dos subscritores da ILC.
A comissão representativa deve ter entre 5 a 10 elementos designados entre si pelos cidadãos subscritores da ILC. A comissão é notificada de todos os actos respeitantes ao processo legislativo, podendo diligenciar junto da AR no sentido da boa execução do disposto na lei (Artigo 7.º da Lei 17/2003. Comissão representativa). Após admissão pelo Presidente, a ILC é examinada na comissão especializada competente da AR, seguindo-se, eventualmente, a apreciação e votação na generalidade. Aprovada na generalidade, salvo disposição em contrário, a ILC regressa à comissão competente que pode apresentar textos de substituição, sem prejuízo da ILC, desde que esta não seja retirada. Finda a apreciação e votação na especialidade, ocorre a votação final global (Artigos 8.º a 12.º da Lei 17/2003). A comissão representativa é obrigatoriamente ouvida no âmbito do exame da ILC pela comissão especializada e antes da votação na especialidade sendo, também, notificada das datas das reuniões plenárias da AR para que a ILC é agendada para apreciação e votação na generalidade e votação final global.